# 紫日
《紫日》（英语： Purple Sunset），是一部于2001年4月11日上映的中国大陸电影。由冯小宁执导、编剧和摄影，富大龙、前田知惠、安娜·捷尼拉洛娃(Anna Dzenilalova) 、王学伟主演。《紫日》影名象征“生命的太阳蒙上了战争的阴影而成为紫色”。该部电影是冯小宁“战争与和平”三部曲中的最后一部。

## 剧情
“都过去了？就都过去了？…一声对不起就完了？那是多少条人命啊？！”-剧中台词
2000年8月9日，電視臺記者來到河北省杨各村，採訪一名高齡八十歲，手握着娃娃模样八音盒的老人——楊玉福，在记者的引导下，楊慢慢述說起1945年自己年輕在日軍侵華時所遭遇的情境。
時間回到了1945年，二战即将结束，大日本帝國在美英苏中的聯攻下勢力漸敗，殘忍的日軍在窮途末路時大規模槍決掉大批的中國農民，其中更包含年輕時的楊玉福，就在楊生命垂危之際被出兵中国东北的苏联红军救下。爾後杨和伤员一起坐上苏军装甲车往北行駛，但不熟路況的苏军误將車子開入日军军营，並引發了一系列槍战。最後不得不棄車逃逸，此時只剩杨玉福和一位苏联驾驶兵沙克夫及一位名叫娜佳的苏联女军医少尉排長侥幸逃进了大兴安岭林区。中途他们在木橋邊的房舍遇见了在混战中与大队失散的兩名日本女高中生，姐姐眼見逃脫不了當場服毒自殺。而妹妹正要追隨姐姐而去時毒藥不慎掉落被沙克夫踩扁，並將其踹暈。沙克夫從兩姐妹包袱中搜出一些衣物和一個日本市松娃娃造型的八音盒。原先沙克夫因女孩是日本人之故擔心通敵，本欲格殺女孩，但心地善良的娜佳卻阻止其行為，並言明一個女中學生對他們威脅不大。之後他们決定用繩索綁著女孩，並让她在前面带路，可是深受日本军国主义思想毒害的秋叶子却一心要将他们置于死地。她把他们带到地雷区，沙克夫原先成功拆除一枚地雷，但在不遠處卻被另一枚地雷給炸得粉身碎骨。娜佳痛失一名士兵之下持槍逼迫女孩繼續帶路，直到出了地雷區為止。
此後，只剩楊玉福和娜佳以及眼前這名女孩存活下來，娜佳因不願殺人而掏出刺刀要身為男人的楊代勞殺掉女孩，而手持刺刀的楊在痛下殺手之前，突然想起某件事。那是在日軍侵入他們村莊大肆屠殺老百姓之時，當時日军士兵將楊和其老母親綁在磨坊柱子上，日军中队长為鼓舞新進士兵膽識，讓其當著楊的面當場刺殺他的老母親，任憑他在一旁喊的聲嘶力竭，眼前如惡魔一般的日軍士兵始終無動於衷。回到此時，楊因為不想讓自己成為像日軍士兵一樣殘暴的殺人魔，選擇扔下刺刀，他跪倒在地上痛哭失聲。娜佳和楊都不忍殺害女孩，於是將其綁在林中任其自生自滅。就在兩人離開後不久，發現一堆動物骸骨曝屍荒野，為了不讓女孩也步上後塵，兩人還是心軟折回將女孩帶上，三人繼續前行。隔天三人在路過一片沼澤地獨木橋時，楊一時不慎沒走穩害女孩摔進泥潭中，眼見女孩那如同求救一般的眼神向橋上兩人發出求救，娜佳對此無動於衷而袖手旁觀，而一旁的楊在心裡陷入一番天人交戰後，最後還是借由娜佳的衝鋒槍將女孩救上岸。當晚，原本對兩人心存敵意的女孩這時也放下成見，將娜佳給她的熱飯轉送給楊，並深深鞠了個躬。豈料，楊突然發狂打翻飯並惡狠狠瞪著女孩，此時的楊再次回想起過去。那是楊在母親被殺後自己被抓到集中營進行搬運屍體時發生的事，當時日軍將死者屍體裝入麻布袋，然後拋入河中。至於沒死而尚有一息尚存的，則被日軍變態的玩弄活焚致死，楊想到這一慕不惜又淚流滿面。
翌日，趕路中的三人在大草原上空可見日軍駕駛的戰機飛過，女孩誤以為是她的情人所駕駛，奮不顧身的跑往墜機現場。本打算放任女孩而去的娜佳想協同楊繼續趕路，但不忍女孩葬身火窟的楊決意挺身相救，娜佳看到後也不得不加入拯救行列，就在飛機墜毀後在草地上造成嚴重火勢，楊和娜佳以及女孩三人漸漸跑不出火圈，危機時刻女孩用中文呼喊兩人回來，並用火柴在另一片還沒燒著的草原點火燃燒，試圖引開兩邊火路，而楊和娜佳則在女孩示意下將頭部蒙上，匍匐在中央空地。逃過一劫後的三人看著灰頭土臉的彼此不禁開懷大笑，但這時楊卻意識到女孩本身就會中文，卻一直隱瞞事實。在女孩述說之下，兩人才得知她名叫秋葉子，是在四歲時隨父親到大興安嶺一帶定居，因為父親是林場主人關係被日軍徵調上前線，至今生死未卜，最後跟著母親及姐姐一同逃難，在中途母親被殺，她和姐姐一起四處躲藏，直到那天在小木屋被發現時才遇見娜佳等人。而她還有名戀人名叫大西君，也是被日軍徵調上戰場的中學生，而那枚八音盒，正是當時未及時送給愛人的禮物。
途中，主張南下的秋葉子和主張北上的娜佳因对走出森林的方向问题产生了分歧，夾在中間的楊則贊成跟著秋葉子南下，這讓娜佳氣的直跳腳，但卻也無可奈何的跟上兩人。在一場大雨中，娜佳和其兩人失散，楊和秋葉子則在原地等待她兩天兩夜，直到兩人碰上一頭東北虎後，楊不得已啟動衝鋒槍嚇跑老虎，娜佳才尋聲找到兩人。在經歷幾天奔波後，秋葉子帶著兩人回到原先的日軍軍營，此時楊則質疑秋葉子的用意是要陷害他和娜佳，但在秋葉子一番解釋後才知她是想向日軍力保兩人的性命安全。但此時的軍營早已人去樓空，娜佳則發現當初他們遺棄在這的M3半履带车，車上還有食物及汽油，就連車子也能發動，在打開收音機後從廣播電臺得知，日軍已發出戰敗投降宣言，得知此消息的秋葉子一時瘋狂拿起衝鋒槍指向兩人，但在楊的步步逼近槍口時，膽小的秋葉子還是扔下槍枝蹲在地上嚎啕大哭，此時的娜佳才看見楊已將槍內的子彈取出來。
在三人收拾好心情後，繼續開車往南行，在一處湖泊時停下來，娜佳褪去衣物徜徉在湖水之中。而岸上的楊和秋葉子則談起之後彼此的去向，正當秋葉子言明要回日本和同胞重逢時，楊突然情緒激動大聲指責身為日本人的秋葉子，儘管秋葉子不斷道歉並強調一開始想殺害他們，但經過幾日相處後漸漸洗去對其敵意，卻終究止不住楊內心對日軍侵華的國仇家恨，也讓楊不禁感慨秋葉子一介孩子卻從小接受軍國主義思想荼毒。
就在他们到達下一個目的地的时候，他们惊奇地发现残余日军部队因为日本战败而集体自杀，并逼迫迁移中国的日本平民隨他们一同死去。秋葉子天真的奔向他们請求他们停下自杀，大喊称战争已经结束了，他们不用自杀，可以回家了。不料日本军官早就已經瘋了，並射殺了秋葉子，倒臥在草叢堆裡的她到死都想不到自己會死於同胞之手。悲忿的杨玉福和娜佳衝向残余日军部队並殺光他們，为純真的少女秋葉子报仇雪恨。
战争结束了，在耀眼的阳光下，天空一樣的懸起一顆紫日，那些未死的日本士兵一个个地放下武器。画外音传来英文公告: “在这场非人的战争结束后，世界回归和平。不同种族，不同信仰的白种人、黄种人和黑人能和平地生活在一起，创造崭新的世界。在那个世界里，人们将相互尊重彼此的生命和尊严，如何野蛮的暴行，和恐怖都会被禁止，任何侵略战争，都不会再发生，在那个世界里，地球上的每一个人都是朋友”。
故事述說結束，時間再次回到現代，根据老年杨玉福意愿，八音盒被放在中国东北的枫树林中。而身在苏联莫斯科的老年娜佳，也在紅場二戰紀念碑上放下一朵鮮花悼念當年的戰友。

## 角色
| 演員            | 角色 |
| 富大龍          | 楊玉福，一名未受過軍事訓練而被日軍擄獲的的中國河北農民 |
| 安娜·捷尼拉洛娃 | 娜佳，苏联红军医疗兵女少尉，外型亮麗漂亮而身材修長，隨苏联红军攻入中國東北(當時為日本滿州國屬地)，因兒子被德軍所殺之故而投軍                                                     |
| 前田知惠        | 秋葉子，日本女高中生，眼神中散發出清純童貞氣息，自小在中國東北(當時為日本滿州國屬地)的林區居住，父親是林場主人，因此對森林的事非常熟悉，日軍戰敗撤退時與軍隊走散與姐姐被苏军所俘 |
| 富俊峰          | 大西耕作，日本高中生，秋葉子的戀人，後被迫加入神風自殺特攻隊，於1945年8月16日戰死                                                                                                |

## 评价
《紫日》获得的评价以正面为主。赵卫防在《当代电影》评论道：“影片中多层次的人物内心刻画 ，更深刻地展示出了战争对人心灵的摧残。”并认为“从《紫日》中，我们看到了一个电影创作者从单纯的在‘主旋律’和观赏性之间寻找切合点的 ‘艺匠’在向一个对战争与和平等重大命题有着深刻思考的艺术家逐渐演变”。王伟在《电影评介》评论《紫日》等电影“以独特的视角更为深入地剖析人性的复杂矛盾，从一个个鲜活的生命个体入手，揭示丰富的人性内涵。“
也有影评者认为，《紫日》缺乏抗战片应有的感染力，“影片中的回忆破碎了故事的流畅及整体感，使观众在充满随意性的故事推进中分散了精力”。并得出结论称该影片“是一部被随意性、被肤浅的人性观戕害了的影片”。

### 奖项
《紫日》在中国大陸内部與国际均获奖项。包括2001年夏威夷国际电影节最佳影片观众选择奖，2001年金鸡奖最佳摄影奖提名和2000年华表奖评委会奖、最佳技术奖。